# 다카하라 이쿠오
다카하라 이쿠오(일본어: 高原 郁夫, 1957년 10월 14일 ~ )는 일본의 전 축구 선수이다.

## 국가대표팀 경력
그는 1980년 하계 올림픽 예선에 참가할 일본 국가대표팀에 발탁되었으며, 3월 22일 대한민국와의 경기에서 데뷔, 1득점을 넣었다. 그는 국제 A매치 통산 4경기에 출전, 2득점을 넣었다.

## 통계
| 일본 | 일본 | 일본 |
| 연도 | 출전 | 득점 |
| ---- | ---- | ---- |
| 1980 | 4    | 2    |
| 통산 | 4    | 2    |